# شارل بلوندان
شارل بلوندان (بالفرنسية: Charles Blondin)‏ هو لاعب سيرك ‏ فرنسي، ولد في 28 فبراير 1824 في هيسدين في فرنسا، وتوفي في 22 فبراير 1897 في لندن في المملكة المتحدة بسبب السكري.

## وصلات خارجية
- شارل بلوندان على موقع الموسوعة البريطانية (الإنجليزية)